# Lei das médias
A lei das médias é um termo leigo usado para expressar a crença de que os efeitos de um evento aleatório irão se igualar em uma pequena amostra. É comumente confundida com a lei dos grandes números, sendo apresentado como exemplo um matemático sul-africano chamado John Kerrich, que foi preso durante a segunda guerra mundial e realizou experimentos sobre a teoria da probabilidade na prisão, jogando uma moeda mais de 10 mil vezes   (o que, na prática, resulta na lei original dos grandes números). A lei das médias está mais equiparada com os fenômenos da regressão à média e às falácias de Galton e do apostador.
Como é visto no cotidiano, essa regra, na maioria das vezes, decorre de más estatísticas ou pensamento positivo, em vez de um princípio matemático. Mesmo existindo a lei dos grandes números, que diz que uma variável aleatória reflete sua verdadeira probabilidade sobre uma amostra muito grande, a lei das médias simplesmente assume que um equilíbrio não-natural a curto prazo deve acontecer. Geralmente, aplicações típicas da lei não assumem nenhum viés na distribuição de probabilidade, o que é frequentemente contrariado por uma evidência empírica.

## Exemplos
- A crença de um evento está fadado à acontecer: Por exemplo, “A roleta parou na cor vermelha em três rodadas consecutivas. A lei das médias diz que ela está fadada a parar na cor preta!”. É claro, a roleta não possui memoria e suas probabilidades não se alteram de acordo com resultados passados. Então mesmo que a roleta tivesse parado no vermelho em dez rodadas consecutivas a probabilidade de que na próxima rodada ela irá parar no preto ainda será de 48,6% (assumindo uma roleta Europeia justa com apenas uma casa verde “0” e uma casa verde “00”). Da mesma forma, não há base estatística para a crença de que números de loteria que ainda não foram sorteados irão aparecer nas próximas vezes. Esse tipo de crença é conhecida como falácia do apostador.
- A crença de que a média de uma amostra deve ser igual ao seu valor esperado. Por exemplo, se alguém lançar uma moeda 100 vezes, então há apenas 8% de chance de que cairão 50 caras.
- A crença de que uma ocorrência rara irá acontecer dado um certo tempo. Por exemplo, “Se eu mandar meu currículo para tantos lugares, a lei das médias diz que alguém eventualmente irá me contratar”. Isso pode ser verdade assumindo probabilidades não-nulas e um número de tentativas realmente grande, nesse caso, a lei das médias é melhor dita como lei dos grandes números.